# Гіпотеза Геї

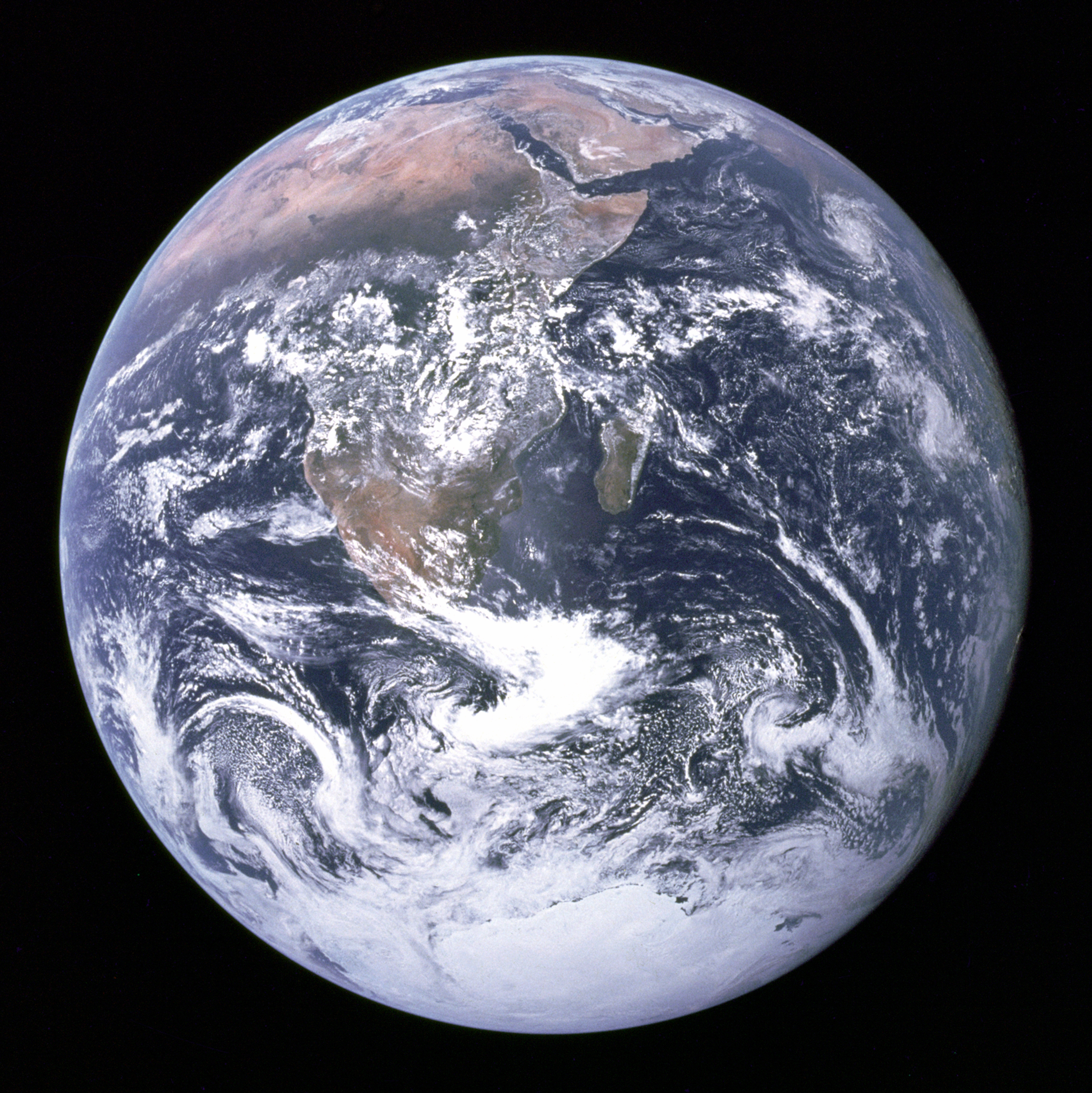
Вигляд Землі з космічного корабля Аполон 17

Гіпотеза Ге́ї (англ. Gaia hypothesis) — космогонічна гіпотеза, яку висунув англійський вчений Джеймс Лавлок 1979 року. Основним положенням гіпотези є твердження (виходячи з того факту, що атмосфера Землі значно відрізняється від атмосфер інших планет сонячної системи, де немає життя), що Земля як планета в цілому, її біосфера є певною мірою живим суперорганізмом. Автор у своїй книзі «Гея» зазначає: 
|  | Земля — більше, ніж просто дім, це жива істота, і ми є її невіддільною частиною. |

Назва «Гея» відсилає до богині Землі в давньогрецької міфології.
Деякі вчені є активними прибічниками гіпотези, як-от Лінн Маргуліс. Вона стверджує, що гіпотеза передбачає наявність механізму зворотного зв'язку з боку живих організмів, завдяки чому планета залишається придатною для життя, і наводить приклад — підвищення концентрації вуглекислого газу в атмосфері призводить до процесів посиленого росту рослин, що у свою чергу, знижує рівень вуглекислого газу.

## Передісторія
Попередником Лавлока був Джеймс Гаттон, «батько» сучасної геології. Він ще в 1785 році висловив припущення про те, що Земля — це живий надорганізм, який має свої системи обміну речовин і дихання (що виражаються геологічними процесами — такими, наприклад, як ерозія). Ідеї Гаттона були заперечені Дарвіном, який стверджував, що в ході природного добору живі організми пристосовуються до будь-яких умов, які тільки може надати їм планета.

## Теорія Лавлока
Джеймс Лавлок, британський хімік, запрошений до Каліфорнії НАСА, яке готувало до запуску серію зондів, які були покликані оцінити імовірность існування життя на Марсі й Венері, а також створити інструментарій для виявлення мізерних концентрацій тих чи інших хімічних елементів у атмосфері. Лавлок вказав на методологічну помилку (неможливо передбачити, якою саме хімією «живиться» життя, слід розробити загальний принцип пошуку життя в космосі) і сформулював власний метод Ентропійного аналізу. У неживому світі ентропія зростає. Сама собі атмосфера планети без життя рано чи пізно врівноважує вміст речовин у ній, досягаючи енергетичного мінімуму. Протидіє ж ентропійному росту — життя, яке споживає енергетично активні елементи і викидає шлак. Отже, планета з атмосферою з вуглекислого газу майже напевно має бути неживою. Навпаки, присутність кисню має вказувати на присутність життя.
У вересні 1965 року Лавлок прийшов до думки про те, що земне життя навчилося підтримувати необхідні для себе умови існування, вступивши з планетою в якусь форму взаємовигідної співпраці. Письменник Вільям Голдінг запропонував Лавлоку назвати теорію на честь давньогрецької богині Землі — гіпотезою Геї.
НАСА зустріло гіпотезу вороже, оскільки на цей час уже було відомо, що Марс і Венера «дихають», загалом, двоокисом вуглецю. Відомий біолог Річард Докінз виступив з категоричним твердженням про те, що Гіпотеза Геї суперечить теорії еволюції Дарвіна.

## Перші підтвердження
На початок 70-х років у теорії Лавлока стали з'являтися захисники і послідовники. 1970 року Лінн Маргуліс, біолог Бостонського університету, висловила думку про те, що сполучну роль у взаємодії між життям і планетою повинні грати мікроорганізми. До того часу існувала думка, ніби сірка, вимивається в океан з ґрунту і повертається на суходіл у вигляді сірководню. Лавлок висловив в цьому сумнів, і зробив своє знамените «сірчане пророцтво». 1971 року він організував дослідницьку експедицію і на борту судна RV Shackleton довів, що сірка піднімається в атмосферу у вигляді диметилсульфіду, який продукується гниючими морськими водоростями. Так гіпотетичні посили про саморегуляцію «надорганізму» здобули перші практичні підтвердження.
Вирішальну роль у становленні гіпотези зіграв створений Лавлоком комп'ютерний світ Daisyworld — модель планетарного життя, яка заснована саме на принципах теорії еволюції Дарвіна. 2002 року один із послідовників Лавлока, еволюціоніст Тім Лентон з Університету Східної Англії виступив із заявою про те, що гіпотеза не тільки не суперечить вченню Дарвіна, а й доповнює його. А рік потому Такесі Сугімото з Університету Канагави показав, як відкриті Дарвіном процеси адаптації стимулюють «геєподібні» процеси, допомагаючи життю зміцнювати свої позиції на нашій планеті.
У 2008 році група вчених під керівництвом професора Брента Крайстнера з факультету біологічних наук Університету Луїзіани виявила, що майже за всі опади можуть відповідати бактерії, зокрема, Pseudomonas syringae . Було доведено, що бактерії можуть подорожувати з хмарами на далекі відстані й спричинювати опади по всьому світові при досить високих температурах, виступаючі у ролі центрів кристалізації. Це відкриття вважається ще одним підтвердженням гіпотези Геї.

## Критика гіпотези
Механізми зворотного зв'язку добре відомі, і для їх пояснення не потрібна гіпотеза Геї. Значення ж гіпотези полягає у тому, що вона сприяє розвитку системного підходу до вивчення Землі, за якого планета розглядається не як набір окремих оболонок, а як єдине ціле.
На думку біолога професора Університету Вашингтона Пітера Ворда уявлення про Землю як суперорганізм, що підтримує життя на планеті, є помилковим. Він нагадує, що більшість масових вимирань на Землі відбувалося не через зовнішні причини, а через внутрішні, наприклад геологічні. На думку Ворда, Земля не зможе «зцілити себе», якщо раптом людство зникне, вона не має гіпотетичної «мудрої саморегуляції». Ворд пропонує використовувати для образного опису Землі не Гею, а іншого міфічного персонажа — Медею (Медея у люті на Ясона, що покинув її, вбила їх спільних синів).
Гіпотеза не має чітко окреслених висновків, які можна перевірити експериментально, як це вимагає положення про будь-яку наукову гіпотезу. Деякі вчені вважають цю гіпотезу скоріше за літературну метафору — можливо навіть і корисну при дискусії про планети, але недостатньо точну.

## Культурний вплив
- Одним із послідовників теорії Лавлока був Айзек Азімов, що втілив її у своїх творах; у його циклі романів «Фундація» (заснування, фундація, основа, база, підоснова, фундамент? — переклад багатозначний) модель Геї, де все живе і неживе пов'язано між собою, як у єдиному організмі, стає вибором людства серед кількох варіантів розвитку галактики життя: головний герой, як обраний представник людства, із трьох запропонованих варіантів обирає Галаксію — Живу Галактику.

- У фільмі «Final Fantasy: Spirits Within» в основі сюжету лягла саме ця теорія. Земля («Гая») у фільмі допомогла впоратися з глобальною загрозою для людства. В іграх серіалу Final Fantasy взагалі часто в основі світів стоїть теорія Геї. Наприклад, у лінійці ігор Final Fantasy 7, де люди навчилися отримувати енергію з енергетичного поля Землі.

- В основу сюжету фільму режисера Джеймса Кемерона «Аватар» лягла ідея про те, що Ейва — це душа біосферного надорганізму планети Пандора. Ейва, з якою місцеві жителі вміли спілкуватися за допомогою нейроінтерфейсних кісок, що підключаються безпосередньо до кореневої системи, прийшла на допомогу їм під час вирішальної битви із землянами, направивши на поле битви значні зоопідкріплення.

- У фільмі Kingsman: Секретна служба викраденого професора Джеймса Арнольда (якого зіграв Марк Хемілл), що сповідував і свято вірив у теорію Геї. Також головний антагоніст фільму Річмонд Валентайн, роль якого виконав Семюел Л. Джексон, також започатковував свою ідею вирішення проблеми перенаселення Землі на цій же теорії.

- У грі Horizon: Zero Down на PlayStation Гея — один з персонажів штучного інтелекту, метою якого було відновлення Землі після глобальної катастрофи за допомогою контролю всіх процесів, що відбуваються на планеті: від терраформування до заселення живими істотами. Також ця думка простежується і в наступній частині.

- У романі «Соляріс» Станіслава Лема представлена подібна ідея. Планета Соляріс — це величезний розумний океан, який міг коригувати траєкторію руху у своїй зоряній системі.